# Kaplica św. Hieronima w Czamaninku
Kaplica świętego Hieronima w Czamaninku – rzymskokatolicki kościół filialny należący do parafii Miłosierdzia Bożego w Topólce (dekanat lubraniecki diecezji włocławskiej).

## Historia
Jest to świątynia wzniesiona w 1773 roku. Ufundowana została przez Józefa Karnkowskiego starostę mokrskiego. Budowniczym kaplicy był mistrz ciesielski Bogusław Rogowski. Wieżyczka powstała w 1920 roku. W 1939 roku zmieniono pokrycie dachowe z gontu na blachę. W 1965 i 1992 roku świątynia była remontowana.

## Architektura
Kaplica została zbudowana z drewna, w konstrukcji zrębowej. Świątynia jest orientowana, salowa, bez wydzielonego prezbiterium z nawy, zamknięta trójbocznie. Z boku nawy jest umieszczona zakrystia. Wieża na planie czworokąta jest nadbudowana nad nawą i w górnej kondygnacji jest zwężona. Zwieńcza ją daszek namiotowy. Budowlę nakrywa dach jednokalenicowy, pokryty gontem, na dachu znajduje się wieżyczka na sygnaturkę. Wnętrze nakryte jest płaskimi stropami z fasetą. Chór muzyczny jest podparty czterema słupami. Ołtarz główny w stylu rokokowym pochodzi z 2. połowy XVIII wieku.